# Nikon Coolpix S8200
La Nikon Coolpix S8200 è una fotocamera non-SLR prodotta dalla Nikon, che fa parte della serie Nikon Coolpix.

## Caratteristiche tecniche
La Coolpix S8200 ha un sensore di 16 milioni di pixel. Ha la possibilità di fare filmati in HD (1080p) e ha un obbiettivo Nikkor di zoom 14x. È disponibile nei seguenti colori: nero, rosso, beige e bianco.